# Elatostema warburgii
Elatostema warburgii là loài thực vật có hoa trong họ Tầm ma. Loài này được H.J.P.Winkl. mô tả khoa học đầu tiên năm 1922.